# Prisholt
Prisholt (dansk) eller Priesholz (tysk) er navnet på et gods beliggende nord for Kappel i det østlige Angel i Sydslesvig. Administrativt hører Prisholt under Ravnholt Kommune i Slesvig-Flensborg kreds i den tyske delstat Slesvig-Holsten. I kirkelig henseende hører godset under Gelting Sogn. Sognet lå i den danske tid indtil 1864 i Kappel Herred, oprindelig i Ny Herred.
Gården opstod i 1596 på bekostning af en nu forhenværende landsby af samme navn. Gården fungerede de første år som avlsgård under Gelting gods, men i 1710 blev Prisholt udskilt fra dette og kom sammen med landsbyen Ravnholt under Bukhavn gods. I 1724 blev Prisholt endelig selvstændig med besiddelserne i Ravnholt. I 1796 blev godset parcelleret, men fortsatte som underretsdistrikt. Som følge af patrimonialjurisdiktionens afskaffelse i 1853 kom Prisholt som alle andre godser i Angels godsdistrikt under det nyoprettede Kappel Herred. 
Prisholt er første gang nævnt 1462. Stednavnet er afledt af pris i betydning at prise, at rose (sml. oldnordisk prīsa).